# Änkeman Jarl
För andra betydelser, se Änkeman Jarl (olika betydelser).
Änkeman Jarl är ett folklustspel av Vilhelm Moberg, som hade urpremiär på Dramaten 1940. Vid premiären spelades huvudrollerna av Olof Sandborg och Hjördis Petterson. 
Pjäsen handlar om änkemannen Andreas Jarl som friar till grannkvinnan Gustava Hägg. På bröllopsdagen grusas lyckan när de inte kan enas om vem som ska betala kalaset. 
Änkeman Jarl blev en omedelbar succé och har genom åren blivit ett av Mobergs mest spelade stycken. Riksteatern har haft den på repertoaren vid flera tillfällen, liksom stadsteatrarna i Göteborg, Malmö och Helsingborg. Pjäsen filmades 1945 med Sigurd Wallén i titelrollen som den snåle änkemannen. Pjäsen har även gjorts som TV-teater med bland andra Olof Bergström och Berta Hall.
År 1996 gavs pjäsen på Lisebergsteatern i Göteborg med Stefan Ljungqvist och Inger Hayman i huvudrollerna. I januari 2010 spelades pjäsen på Stockholms stadsteater med Ingvar Hirdwall i huvudrollen.